# Syrie Maugham

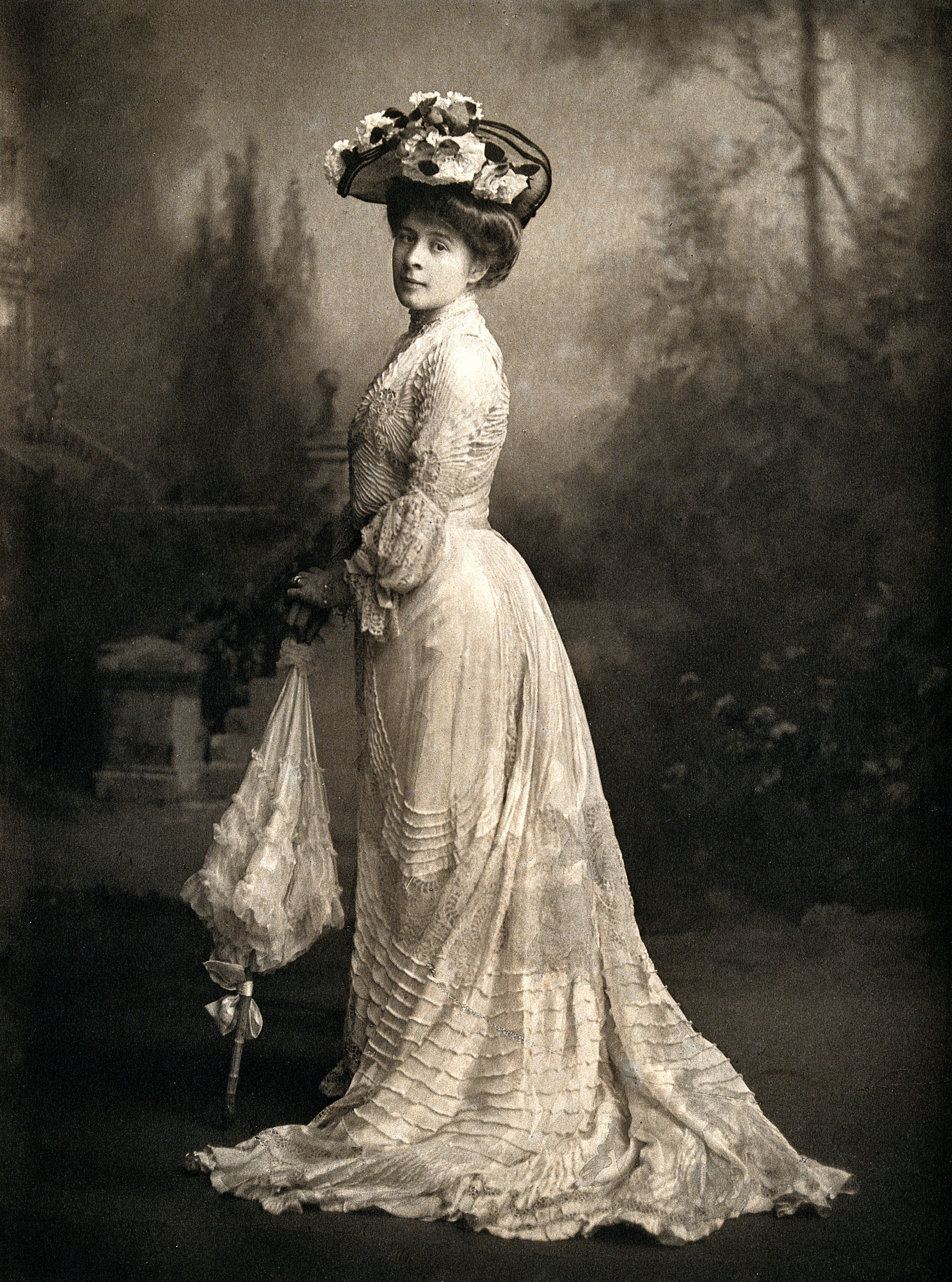
Syrie Maugham, 1901

Gwendoline Maud Syrie Maugham (geborene Barnardo, geschiedene Wellcome; * 10. Juli 1879 in Hackney, London; † 25. Juli 1955 in London) war eine britische Innenarchitektin. Sie war die erste Frau in Großbritannien, die in diesem Beruf arbeitete.

## Beruflicher Werdegang
Syrie Maugham begann ihre Karriere in den 1910er Jahren als Lehrling in einem Londoner Innenausstattungsunternehmen, um Möbelrestoration, Trompe-l’œil-Malerei, Gardinendesign und Polstern zu erlernen. 1922, im Alter von 42 Jahren, gründete sie ihre eigene Firma, Syrie LTD., im Haus 85 Baker Street. Ein Grund für die Firmengründung war, dass Syrie, die inzwischen mit dem Schriftsteller William Somerset Maugham verheiratet war, von diesem nicht finanziell abhängig sein wollte. Später eröffnete sie Filialen in New York, Palm Beach, Los Angeles und Chicago.
Syrie Barnardo wurde im Viktorianischen Zeitalter geboren, als die Wohnungen eng und dunkel möbliert waren. Sie verwarf diese Normen und plante glamouröse Räume voller Licht, mit Möbeln in verschiedenen Weißtönen und verspiegelten Wänden. Weitere Markenzeichen ihres Stils waren in weißes Pergament gebundene Bücher, Besteck mit weißen Handgriffen, Fransen an Sofas und Betten, Eßtischstühle mit Überzügen aus weißem Leder und Lampen mit weißen Glaskugeln. Sie begründete auch den neuen Trend, französische Antiquitäten aus der Provence zu überarbeiten. Sie hatte eine kongeniale Zusammenarbeit mit dem Fotografen Cecil Beaton, der sie selbst und die von ihr geschaffenen Räume perfekt in Szene setzte.
Besonders bekannt wurde Syrie Maugham für die Ausstattung des Musikzimmers in ihrem eigenen Haus 213 King’s Road in London und des Salons ihrer Villa in Le Touquet. Das Musikzimmer war ganz in Weiß; der Salon wiederum war in Nuancen von Beige gestaltet, mit Gardinen aus hellrosafarbenem Satin. Beide Räume dienten als Showrooms, in denen sie exklusive Partys gab, um auf diese Weise bei reichen Kunden Werbung für ihren Stil zu machen. Obwohl sie durch ihre weiße Inneneinrichtungen berühmt geworden war, wandte sie sich Mitte der 1930er Jahre Ausstattungen mit barocken Accessoires und in anderen Farben wie Hellgrün, starkem Rosa und Knallrot zu. Keiner der von ihr entworfenen Räume ist in der Originalausstattung erhalten, sie sind lediglich auf Fotografien zu sehen.
Syrie Maughams Tochter heiratete im Jahre 1936, und die Ausstattung ihres Hauses durch ihre Mutter gehörte zu deren besten Arbeiten. Nachdem Syrie Maugham diese Arbeit beendet hatte, verkaufte sie ihr eigenes Haus und reiste mit ihrer Freundin, der US-amerikanischen Innenarchitektin Elsie de Wolfe, nach Indien. Die beiden Frauen nahmen dabei ausweislich 52 Koffer, einen Koch und zwei eigene Gepäckträger mit. In den folgenden Jahren arbeitete Syrie Maugham weiter als Innenarchitektin, hatte aber den Höhepunkt ihres künstlerischen Schaffens überschritten. 1940 zog sie, um dem Krieg zu entfliehen, nach New York, wo sie weiter von ihrer Wohnung aus arbeitete. 1944 kehrte sie nach London zurück.
Unter den Klienten von Syrie Maugham befanden sich Wallis Simpson, Marie Tempest, Oveta Culp Hobby, DeWitt Wallace, Elsa Schiaparelli, Edward Molyneux, Edward James, Mona Williams, Babe Paley, Bunny Mellon, Clare Boothe Luce, Alfred Lunt / Lynn Fontanne, Margaret Campbell, Duchess of Argyll und Stephen Tennant. Sie gestaltete die Einrichtung von The Glen um, dem schottischen Haus von Christopher Tennant, 2nd Baron Glenconner, der den vorherigen Scottish-Baronial-Stil des Hauses verabscheut hatte. Für Eduard VIII. gestaltete sie das Fort Belvedere um, als dieser noch Prince of Wales war.

## Privatleben
Syrie Barnardo war die Tochter von Thomas John Barnardo, dem Begründer der The National Association for the Reclamation of Destitute Waif Children, die zahlreiche Kinderheime in Großbritannien einrichtete. Sie war das dritte von insgesamt sieben Kindern. Ihre Eltern waren sehr religiös, und den Kindern war es u. a. verboten, ins Theater zu gehen.
Im Alter von 16 Jahren verlobte sich Syrie Bardano mit dem Sohn einer wohlhabenden Familie; als sich herausstellte, dass dieser eine Geliebte hatte, wurde die Verlobung aufgelöst. Um sich von diesem Vorfall abzulenken, reiste sie 1901 mit ihrem Vater nach Khartum, wo sie einen Freund ihres Vaters, Henry Wellcome, kennenlernte, einen amerikanischstämmigen britischen Unternehmer, der sein Vermögen mit pharmazeutischen Produkten gemacht hatte. Sie war 22 Jahre alt, er 48, und sie heirateten kurz darauf. 1903 wurde das Paar Eltern eines Sohnes, Henry Mounteney Wellcome. Die Ehe verlief nicht glücklich, und Syrie Wellcome wurden mehrere Liebesaffären nachgesagt, unter anderem mit dem Kaufhausbesitzer Harry Gordon Selfridge und dem Schriftsteller William Somerset Maugham. Wellcome bekam das Sorgerecht für den gemeinsamen Sohn. Mounteney war lernbehindert und nicht in der Lage, das Unternehmen des Vaters zu übernehmen. Er wurde später auf eigenen Wunsch Bauer in Buckinghamshire. Nachdem seine Eltern mehrere Jahre lang getrennt gelebt hatten, gebar Syrie Wellcome in Rom ein Mädchen, dessen Vater Maugham war, das aber zunächst den Nachnamen Wellcome erhielt. Wellcome reichte schließlich die Scheidung wegen Ehebruchs seiner Frau ein und nannte Maugham als Ehebrecher.
Syrie Wellcome und Somerset Maugham heirateten 1917 in Jersey City, obwohl Maugham homosexuell war. Syrie soll die Eheschließung mit einem Selbstmordversuch erzwungen haben. Das Ehepaar lebte die meiste Zeit getrennt, Maugham hatte einen festen Liebhaber, und die Ehe wurde 1928 geschieden. Nach der Scheidung erhielt Syrie Maugham das Haus 213 King’s Road mit allen Möbeln, einen Rolls-Royce sowie eine jährliche Apanage von 2400 Pfund für sich und 600 Pfund für ihre Tochter Liza. Als sie 1955 starb, jubilierte Maugham: „Tralala, keine Unterhaltszahlungen mehr, tralala.“
In seinen Memoiren Looking Back, die 1962 erschienen, äußerte sich Maugham äußerst negativ über seine frühere Frau, was einen öffentlichen Aufschrei zur Folge hatte. Zudem bestritt er, der leibliche Vater der Tochter Liza zu sein. Syrie Maugham selbst hatte nach eigenen Angaben niemals aufgehört, ihn zu lieben. Nach Maughams Tod im Jahre 1965 veröffentlichte sein ehemaliger Liebhaber Beverley Nichols, der auch mit Syrie Maugham befreundet gewesen war, das Buch A Case of Human Bondage, in dem er die inzwischen ebenfalls verstorbene Syrie Maugham gegen die Angriffe ihres ehemaligen Mannes in Schutz nahm.